# Santuario di Maria Santissima della Cava di Marsala
Il Santuario Diocesano di Maria Santissima della Cava di Marsala è un edificio religioso di Marsala appartenente alla diocesi di Mazara del Vallo e alla forania di Marsala, dedicata alla Madonna della Cava patrona principale e speciale protettrice della città di Marsala, santa protettrice dei Marsalesi e patrona e protettrice del Corpo di polizia municipale di Marsala.
La chiesa, con annesso il vecchio monastero ora non più abitato, era sede dell'Ordine degli agostiniani scalzi. 
È sito in via XIX luglio a Marsala.
Il santuario è una rettoria inserita nella parrocchia di Sant’Anna con sede nella chiesa di Sant’Anna e sita nella stessa via XIX luglio, ma il santuario non fa parte a tutti gli effetti della suddetta parrocchia.

## Storia
La costruzione del santuario è legato alla leggenda secondo la quale, intorno all’ottavo secolo era stata sepolta e nascosta sotto ad un enorme masso una statuetta della Vergine e che nel 1514 andò in sogno a padre Leonardo Savina frate dell’Ordine degli Agostiniani, al quale lo esorto a scavare in quella cava per riportare alla luce la sua sacra immagine e gli chiese di costruire lì sopra un tempio in suo nome. La Madonna della Cava fu eletta e proclamata patrona principale della città di Marsala nel 1788.

## Il santuario
Il santuario fu costruito in segno di ringraziamento per i miracoli della Madonna della Cava e anche per esaudire la richiesta e la volontà della Vergine. Negli anni sono state ben quattro le chiese che si sono succedute nelle epoche storiche. L’area attuale e composta dalla grotta con l’antica chiesa ipogeica (la prima chiesa)  con annesso l’antico monastero degli Agostiniani sempre all’interno della grotta, e la nuova chiesetta realizzata tra il 1999 e il 2000. Sono presenti inoltre i resti del secondo monastero degli Agostiniani quello in muratura e in superficie realizzato tra il 1607 e il 1628, e la campana del 1628.

## La grotta e la prima chiesa con il primo monastero
Questa fu la prima chiesa dedicata alla Madonna della Cava. Era una chiesa ipogeica e fu realizzata nella grotta dove si trova il pozzo nel quale nel 1518 fu ritrovato il simulacro. La grotta nel 1967 già in precedenza puntellata per dei danneggiamenti prodotti e causati anche per l’apertura della via Pellegrino necessitava di un intervento di ristrutturazione e messa in sicurezza e nel 1981 venne chiusa e iniziarono i lavori che successivamente furono interrotti. Tali lavori ripresero nel 1996 e terminarono nel 1997. La grotta fu riaperta il 10 gennaio del 1997 e nel 1998 riapri anche la cripta.

### Descrizione e stile

#### Presbiterio
Il presbiterio è sopraelevato di un gradino rispetto al piano dell'aula. Sul presbiterio si erge l’altare maggiore.

#### Altare maggiore
L’altare maggiore che si erge sopra al presbiterio risale al XVI secolo ed è e in marmo di vario colore. Nell’altare maggiore è presente una copia della statua della Madonna della Cava di dimensioni naturali e una copia grande.

#### Cappelle e affreschi
Sono presenti due cappelle all’interno della chiesa ipogeica riccamente decorate e affrescate.
- Cappella laterale di destra: è presente un affresco di San Nicola di Bari, del 1571 di autore ignoto. San Nicola è raffigurato con la mitra sopra la testa con addosso una pianeta dorata, con la mano destra alzata in segno di benedizione e con la sinistra tiene la pastorale (il bastone vescovile). Adiacente alla cappella è presente un vano di ingresso che porta nell’antico monastero degli Agostiniani riformati.
- Cappella laterale di sinistra: presenti vari brani ad affresco. Nella parte centrale è presente un affresco del XVI secolo, in cui è raffigurato Sant’Agostino che con la mano destra porge la regola ai monaci e alle monache che sono inginocchiati, e con la sinistra tiene una chiesa. Nella parte superiore è raffigurata con una serie di affreschi l’annunciazione, a destra Maria Santissima seduta davanti ad un leggio, a sinistra l’Arcangelo Gabriele con in secondo piano Sant’Anna madre di Maria e più a sinistra è raffigurata la Veronica.  Nella parte di sinistra e destra dell’affresco di Sant’Agostino sono presenti altri due affreschi. Nell’affresco di sinistra è raffigurata Santa Barbara, mentre in quello di destra vi sono raffigurati Santa Lucia, l’Arcangelo Raffaele e il profeta Tobia. Nella stessa cappella è presente un sarcofago di Gerolamo Margio che fu il committente della cappella e che morì nel 1587. Il sarcofago e lavorato in bassorilievo, nella parte superiore è scolpito un elegante fogliame, sulla parte frontale sono scolpite due figure alate che sorreggono lo stemma della famiglia Margio, diviso in due, nella parte di sinistra sono scolpite sei stelle a otto punte divise da una banda centrale, e nella parte di destra è presente al centro una banda con al centro sei quadrati. Lo stemma è sormontato da un elmo. Mentre nella parte inferiore del sarcofago sono scolpiti dei serpenti. Sopra al sarcofago era appeso nella parete rocciosa un quadro della Madonna della Catena, oggi conservato all’interno della nuova chiesetta poiché l’umidità della grotta rischiava di rovinarlo.  Nella parete di sinistra della cappella è presente un altro affresco dove sono raffigurati San Pietro con le chiavi in mano e San Gregorio vescovo di Lilibeo (l’antica Marsala) ambedue inginocchiati. Ai due lati dei due Santi inginocchiati vi sono raffigurati due monaci agostiniani.

Tutti gli affreschi delle due cappelle sono stati restaurati nel 2012 dalla scuola di restauro Lorenzo de’ Medici di Firenze a cura del prof. Lorenzo Casamenti. Nel dicembre di quello stesso anno vengono ultimati dal prof. Casamenti i lavori di restauro.

#### Altri luoghi della grotta, altre opere e altari
Dopo la cappella di sinistra si trova un altare, dietro al quale è visibile una pittura parietale. Scoperta nel settembre del 2017 da un gruppo di speleologi locali - Nicolò Marino, Davide Giasone e Piero Gallo - ovvero pochi mesi prima del festeggiamento del 500º anniversario del ritrovamento del simulacro della Madonna, questa pittura ritrae una Madonna con in braccio Gesù bambino. Gesù, a sua volta, sorregge un globus cruciger. In basso vi è raffigurata la chiesa di San Giovanni Battista al Boeo: non si tratta tuttavia dell’edificio attuale ma del vecchio, andato ormai distrutto. Ai piedi della chiesa si trova la firma di tale "Franciscu Ballaturi", forse il realizzatore o il committente dell’opera e una data: 1536. Sull’opera sono in corso degli studi, tuttavia una delle ipotesi al vaglio è quella che la Madonna raffigurata sia quella dell’acqua. La pittura è rimasta celata per secoli da una seconda parete contenente un altro affresco (danneggiato e in seguito restaurato). Gli speleologi, anche dietro indicazione dell'allora Rettore del Santuario don Giacomo Putaggio, hanno scoperto l'intercapedine che celava la pittura grazie ad un foro di dimensioni modeste. Il foro, si trovava nella cappella attigua, ai piedi dell'affresco di Sant'Agostino. L'ispezione è stata effettuata inserendo all'interno del foro una telecamera dotata di sonda, che ha permesso di scoprire, fotogramma dopo fotogramma, l’intera opera.
Il ritrovamento e la scoperta di questo affresco a pochi mesi dal 5º centenario del ritrovamento della statua ha rappresentato un evento molto importante e significativo per la città di Marsala. L'inaugurazione e la "svelato" ai fedeli è stata officiata nella giornata del 19 gennaio 2018, giorno dei festeggiamenti per la Patrona della Città di Marsala.
Subito dopo questo altare è presente un varco di ingresso che porta in un altro luogo della chiesa-grotta. Tale ingresso ha un pianerottolo con una scala composta da tredici gradini. Sulla parete di sinistra del pianerottolo è collocata un'epigrafe che riporta inciso l’anno 1818. Con molta probabilità si tratta di una lapide commemorativa del 3º centenario del ritrovamento della statua. Nell’ambiente sottostante al pianerottolo si trova il punto esatto del pozzo dove fu ritrovata la statua della Madonna della Cava il 19 gennaio del 1518.

### L’antico monastero degli agostiniani
Gli agostiniani furono affidatari della chiesa della Madonna della Cava e del suo simulacro. I padri agostiniani abitarono prima nell’antico monastero realizzato all’interno della grotta e successivamente nel monastero in muratura e in superficie del 1607.

#### Descrizione e stile dell’antico monastero
L’antico monastero realizzato nella grotta è ubicato nella parte di destra della chiesa ipogeica e dietro la cappella di destra (cappella di San Nicola da Bari) e si accede da un varco adiacente alla suddetta cappella.
Gli ambienti dell’antico monastero presentano delle decorazioni scolpite nella roccia. Queste decorazioni sono delle conchiglie ieratiche risalenti alla prima metà del XVI secolo, e presenti nelle chiese come simbolo dell’acqua e della resurrezione.

## La seconda chiesa e il secondo monastero
Questa fu la seconda chiesa dedicata alla Madonna della Cava, e fu la prima realizzata in muratura e in superficie. 
Essa fu costruita sopra la cripta.
Nel 1607 si decise di costruire questo nuovo tempio poiché la chiesa ipogea ricavata nella grotta era troppo piccola per contenere e ospitare i fedeli in pellegrinaggio, che erano notevolmente aumentati, ed era diventata angusta e obsoleta, anche perché l’umidità e il freddo rendevano molto difficoltoso la vita quotidiana dei frati.
Oltre alla chiesa fu edificato anche il monastero degli agostiniani, anch'esso in muratura e in superficie, adiacente alla chiesa e sopra alla cripta.
I lavori terminarono nel 1628 e a lavori ultimati l’edificio di culto fu dotato di una campana che recava incisa nel bordo la data di consegna.
La chiesa successivamente nel 1850 fu demolita per la riedificazione.

### Descrizione
La chiesa era a navata unica.
Non si conosce quale fosse il suo stile architettonico.

## La terza chiesa a tre navate
Fu la terza chiesa dedicata alla Madonna della Cava. Nel 1850 si decise di riedificare la chiesa per meglio rispondere alle nuove esigenze e per ospitare i fedeli sempre più numerosi che si recavano al tempio. La posa della prima pietra del nuovo edificio sacro fu posta nel 1850 e i lavori terminarono nel 1859 e a lavori ultimati la campana fu coperta da un campanile che fu aggiunto dal padre Antonio Amato.

### Descrizione
La chiesa del 1850, rispetto alla precedente, era molto più grande e spaziosa ed era anche molto più maestosa. L’interno era a tre navate ed era affrescata da episodi biblici. Al centro si ergeva l’altare maggiore dove aveva sede il tabernacolo che custodiva il Santissimo Sacramento. Al di sopra si ergeva la sede che custodiva il simulacro della Madonna della Cava. Al suo interno erano custodite molte opere d’arti tra i quali la statua di Santa Rita da Cascia oggi custodita nel nuovo santuario e la statua di San Tommaso Apostolo, oggi custodita in chiesa Madre. Lo stile architettonico molto probabilmente era barocco.

### I bombardamenti del maggio 1943 e la distruzione della chiesa
La chiesa fu distrutta l’11 maggio del 1943 dai bombardamenti aerei degli alleati angloamericani, che fecero mille vittime a Marsala, per la stragrande maggioranza civili, e distrussero una gran parte del centro storico. La chiesa non fu mai più ricostruita. Nel 1948 fu costruita una cappella provvisoria in legno sulla grotta, ma essa fu smantellata in quanto la grotta era pericolante e fu chiusa in quanto necessitava di interventi di ristrutturazione e messa in sicurezza.

## L'attuale chiesa
L'attuale chiesetta è stata realizzata tra la fine del 1999 e il 2000. Nel 1999 si decise di realizzare una nuova chiesa idonea per ridare alla patrona una "nuova casa" nello stesso luogo del suo miracoloso ritrovamento, mentre intanto il simulacro era da ben 19 anni fuori dalla sua sede originale, ospitata per 15 anni nella chiesa di San Giuseppe e successivamente nella cattedrale per 4 anni. La costruzione ebbe inizio alla fine del 1999 e terminò a settembre del 2000. La statua fece ritorno nella sua sede originaria il 19 ottobre del 2000, e la nuova chiesa fu consacrata solennemente dal vescovo di Mazara del Vallo. Nel 2018 in occasione del 5º centenario del ritrovamento della statua e dell'anno giubilare straordinario sono stati effettuati dei lavori all'interno del santuario. Infatti la pavimentazione del presbiterio, in precedenza una pedana di legno, è stata sostituita: quella nuova è stata realizzata in marmo color sabbia scuro. Inoltre l'ambone, che in precedenza era di pietra di color grigio nella parte inferiore e bianco nella parte superiore con una croce d'oro dipinta nella parte superiore e un ruscello d'acqua nella parte centrale e inferiore, è stato sostituito con uno più grande sempre in pietra, di colore sabbia. Nel transetto destro è stato collocato il nuovo tabernacolo realizzato in argento con inciso il volto del Cristo, mentre il vecchio tabernacolo è stato coperto da una targa commemorativa per i 500 anni.

### Descrizione
La chiesa è fatta in stile moderno ed è molto sobria e semplice.

#### Facciata
La facciata di colore bianco è in stile rustico e sopra al portale è ubicata una copia del simulacro dentro un'imitazione dell’ostensorio realizzato in legno.

#### Interno
L’interno è ad unica navata, il controsoffitto è in legno leggermente curvato ad arco e dipinto di celeste. Nelle pareti laterali sono esposte le stazioni della via crucis. Il presbiterio è realizzato in marmo color sabbia scuro. L’altare e in pietra. Nel presbiterio è ubicata la sede del celebrante con una sedia in legno e cucita di saglia rossa.  Nell’altare è presente un tabernacolo che dal 2018 è coperto da una targa commemorativa, dove è inciso «19 gennaio 1818-2018 5º Centenario del ritrovamento». Al di sopra è collocata la teca in vetro, dove viene custodito il simulacro della Madonna della Cava dentro il suo ostensorio inserito all’interno del tronetto. Questa teca dispone di un marchingegno meccanico molto suggestivo che viene fatto salire o scendere a secondo delle funzioni religiose. Ai due lati della teca sono collocati due pannelli dove è dipinta la città di Marsala vista dal mare (porto), nel dipinto si nota la Porta Garibaldi e il Santuario dell’Addolorata. Nel transetto destro è presente il nuovo tabernacolo. La pavimentazione della chiesetta è in terracotta color marroncino.

## Informazioni
Il santuario rimane aperto ogni giorno ed è possibile visitare la grotta.

## Progetto Easy Vision
Nel 2018 in occasione del 500º anniversario il Lions Club di Marsala ha realizzato il progetto Easy Vision. Il progetto consiste nel dare la possibilità a chi non può accedere al santuario perché disabile o per altri problemi fisici o di salute di visitare virtualmente il luogo sacro e di scoprire e ammirare le opere presenti. Per il progetto Easy Vision è stato realizzato un video documentario. L'ingresso del santuario ha una targhetta con un codice QR nel quale fotografando questo codice QR e averlo letto con l'applicazione adatta si viene indirizzati nel video e si può visitare virtualmente il santuario.